# Zac Efron
Zachary David Alexander Efron, detto Zac (San Luis Obispo, 18 ottobre 1987), è un attore, cantante e produttore cinematografico statunitense.
La carriera di Zac Efron inizia al principio degli anni 2000 ed è divenuto famoso per il suo ruolo di Troy Bolton nel film TV della Disney High School Musical, dopo la serie della Warner Bros. Summerland e dopo il film Hairspray - Grasso è bello, versione cinematografica dell'omonimo musical di Broadway.

## Biografia
Zac Efron è nato a San Luis Obispo, in California, e in seguito si è trasferito insieme alla sua famiglia ad Arroyo Grande. Suo padre, David Efron, è ingegnere elettrico in una centrale elettrica, mentre sua madre, Starla Baskett, è una segretaria che in passato ha lavorato nella stessa centrale elettrica. Zac ha anche un fratello, Dylan Efron, e ha avuto, come ha descritto, una "normale infanzia" in una famiglia della classe media. Il suo cognome, "Efron" (אפרון), è ebraico aschenazita, tratto dal nome di un luogo biblico. Zac si è descritto come ebreo, sebbene cresciuto in una famiglia agnostica e non praticasse la religione da bambino.
Efron ha dichiarato che a scuola se prendeva una B e non una A ne faceva una tragedia. I suoi compagni di classe lo chiamavano "Hollywood" e veniva anche considerato il "pagliaccio della classe". Per questa sua inclinazione, il padre di Zac lo incoraggiò a intraprendere la carriera di attore all'età di undici anni. Efron successivamente è apparso in diverse produzioni teatrali nella sua scuola superiore, ha lavorato nel teatro The Great American Melodrama and Vaudeville, e ha iniziato a prendere lezioni di canto. Si è esibito in diversi spettacoli come Gypsy; Peter Pan, or The Boy Who Wouldn't Grow Up; La piccola bottega degli orrori e The Music Man. Gli fu consigliato un agente a Los Angeles dalla sua insegnante di recitazione, Robyn Metchik (la madre degli attori Aaron Michael Metchik e Asher Metchik). Efron ha in seguito firmato per la Creative Artists Agency.
Diplomatosi nel 2006 presso la Arroyo Grande High School Zac è stato poi accettato nella University of Southern California ma non si è iscritto. Ha inoltre frequentato il Pacific Conservatory of the Performing Arts, un college pubblico situato a Santa Maria, dove si è esibito negli anni 2000 e 2001.

### Immagine
Nel numero di giugno 2006 della rivista Newsweek, il direttore Adam Shankman descrive Efron come "senza dubbio il ragazzo più famoso in America in questo momento". Nel 2007, poco prima dell'uscita di High School Musical 2, Rolling Stone lo proclama come "ragazzo che più tappezza le camere delle adolescenti".
Nel 2007 viene nominato come uno dei 100 ragazzi più belli dalla rivista People. Efron appare sulla copertina del mese di agosto 2007 di Rolling Stone, nel quale esprime il desiderio, in futuro, di interpretare un supereroe.

### Vita privata
Nel 2005 Efron e Vanessa Hudgens iniziarono una relazione, durante le riprese di High School Musical. I due si lasciarono nel 2010. Ha avuto una breve relazione con Lily Collins a partire dalla fine del 2011 fino a giugno 2012; i due hanno successivamente annunciato la separazione. Da settembre 2014 agli inizi del 2016 ha avuto una relazione con la modella ed imprenditrice Sami Miró.
Efron si piazza in prima posizione nella IMDB Pro's Star Meter, che lo indicava come l'attore più cercato sul web.
Agli inizi del 2013 l'attore è ricorso alla riabilitazione per la lotta contro l'alcolismo e l'abuso di sostanze. È sobrio da giugno 2013. A marzo 2014 fu protagonista di una rissa con un senzatetto a Skid Row; la polizia però non arrestò nessuno dei due.

## Carriera

### I primi lavori
Nel 2002 Efron inizia ad intraprendere una carriera da attore interpretando dei piccoli ruoli in diverse serie televisive, tra cui Firefly, E.R. - Medici in prima linea, e The Guardian. Veste anche i panni di Cameron Bale nella serie della Warner Bros. Summerland. Inizialmente personaggio secondario, nella seconda stagione del 2004 diviene personaggio fisso insieme a Kay Panabaker, Lori Loughlin e Jesse McCartney. Terminata la serie, ha avuto molti ruoli speciali in CSI: Miami, NCIS, Zack e Cody al Grand Hotel e The Replacements.
Nel 2003 Efron è protagonista del film della Lifetime Due vite segnate, in cui interpreta la parte di Steven Morgan, uno dei due gemelli con autismo. Per questa parte, è nominato agli Young Artist Awards per la Migliore interpretazione di un film TV, mini-serie o speciale di un attore giovane. Nel 2005, partecipa alle riprese del video di Hope Partlow nella canzone Sick Inside. Nello stesso anno, lavora al film The Derby Stallion.

### Successo mondiale conHigh School Musical

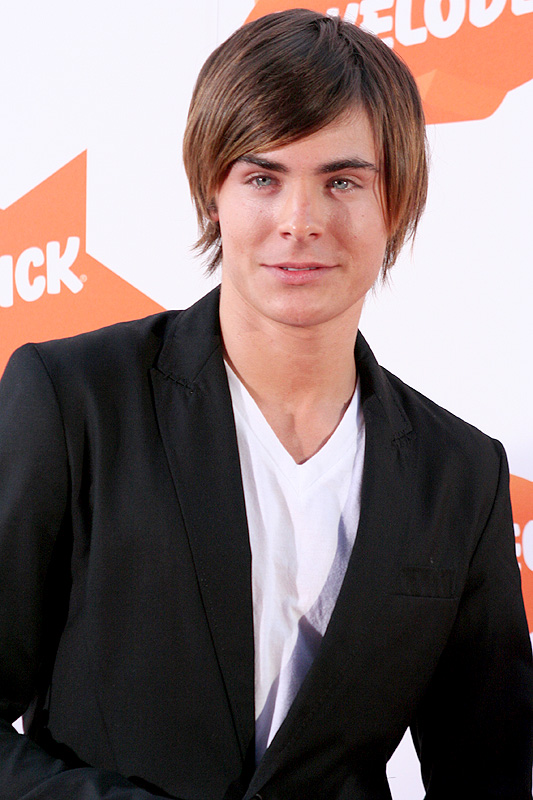
Zac Efron ai Nickelodeon Awards nel 2007

Nel 2006, Efron partecipa come protagonista al film Disney per la televisione High School Musical nei panni di Troy Bolton. Il film, di cui non ci si aspettava da parte dei produttori un grande successo, vince un premio Emmy e aiuta Efron a raggiungere la popolarità tra gli adolescenti. Nell'agosto 2006 vince un Teen Choice Award come miglior attore rivelazione, condiviso insieme alle coprotagoniste del film Ashley Tisdale e Vanessa Hudgens. L'intero cast del film fa un tour a Sydney, a Londra e altre città per promuoverlo. Zac Efron non partecipa al tour High School Musical: Il concerto perché impegnato nelle riprese di Hairspray - Grasso è bello. È sostituito da Andrew Seeley, che lo doppiava nel canto nel primo episodio cinematografico di High School Musical.
Le canzoni del film debuttano simultaneamente il 4 febbraio 2006 nella classifica Billboard Hot 100, con Get'cha Head in the Game e Breaking Free. La settimana successiva compaiono nella classifica Start of Something New, What I've Been Looking For, e We're All in This Together. Breaking Free, a quei tempi, compie un salto incredibile passando dal numero 86 al numero 4 in solo due settimane; il record è però battuto più tardi da Beyoncé e Shakira con la loro hit Beautiful Liar. Inoltre, Efron appare nella prima edizione del 2006 dei Disney Channel Games come capitano della Squadra Rossa.
La carriera musicale di Efron è stata messa a dura prova quando è stato rivelato che nella colonna sonora di High School Musical la sua voce era stata unita a quella dell'attore e cantante Andrew Seeley.
In un'intervista del 23 agosto 2007 della rivista Rolling Stone fu rivelato che Efron ebbe il ruolo in High School Musical dopo che le musiche furono già ormai composte e che le canzoni furono scritte per un tenore, una tonalità troppo alta per il suo timbro vocale. Nelle successive interpretazioni in Hairspray - Grasso è bello e High School Musical 2 la sua voce, invece, non è stata modificata.
Nel 2009 riveste, per l'ultima volta, i panni di Troy Bolton nel terzo capitolo di High School Musical: High School Musical 3: Senior Year.

### Progetti recenti
Nel 2006 Efron ha partecipato alla versione cinematografica del musical Hairspray, uscito il 20 luglio 2007 negli USA e il 28 settembre 2007 in Italia. Il film è stato girato a Toronto dal 5 settembre al 2 dicembre 2006. Il 7 aprile 2007 Efron appare in un episodio di Punk'd. Inoltre, sempre nello stesso periodo, ha partecipato al videoclip di Vanessa Hudgens Say OK, interpretando il ruolo del suo fidanzato.
Il successivo ruolo di Efron è nel film 17 Again - Ritorno al liceo, una commedia prodotta da Adam Shankman e creata da Jason Filardi, uscita nell'agosto 2008 negli USA. La trama ha per protagonista un uomo adulto, Matthew Perry, che si vede trasformare in un ragazzo di 17 anni interpretato da Efron. Aveva dichiarato che gli sarebbe piaciuto anche prendere parte al remake del musical della Paramount Footloose, per onorarne l'interprete originale Kevin Bacon, ma il ruolo fu poi dato a Kenny Wormald.

Nel 2009 interpreta Richard Samuels, il protagonista di Me and Orson Welles, film di Richard Linklater con Claire Danes e Christian McKay. Le riprese si sono svolte in Inghilterra e nell'Isola di Man. Nell'aprile 2009 è stato ingaggiato dalla Warner Bros. per interpretare il ruolo di protagonista in un film tratto dalla serie animata Jonny Quest, progetto tuttavia mai realizzato.

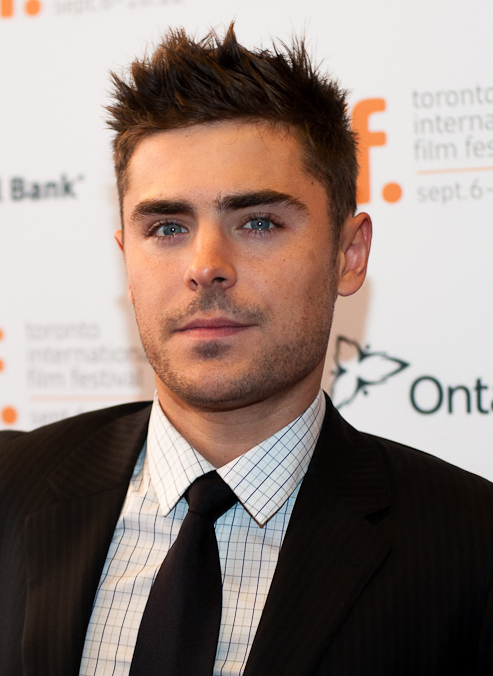
Zac Efron al Toronto International Film Festival 2012

Nel 2010 interpreta il protagonista del film Segui il tuo cuore, tratto dal romanzo Ho sognato di te di Ben Sherwood. Nel 2010, Efron ha avviato la propria società di produzione con la Warner Bros., Ninjas Runnin 'Wild. La compagnia ha avuto un ruolo nella produzione dei suoi film Nonno scatenato, Quel momento imbarazzante e Ted Bundy - Fascino criminale. Nel 2019, il fratello di Zac, Dylan Efron, che ha anche un ruolo nella compagnia, ha dichiarato che Ninjas Runnin 'Wild ha iniziato a produrre più contenuti digitali oltre ai film.
Nel 2011 lavora in Capodanno a New York, uscito in Italia il 23 dicembre 2011.
Nel 2012 è protagonista di 3 pellicole: Ho cercato il tuo nome tratto dall'omonimo romanzo di Nicholas Sparks, in coppia con Taylor Shilling, nel film The Paperboy, accanto a Nicole Kidman e diretto da Lee Daniels, già pluripremiato regista di Precious, e del film A qualsiasi prezzo che viene presentato in occasione della 69ª Mostra internazionale d'arte cinematografica di Venezia. Sempre nello stesso anno è il doppiatore di Ted, personaggio in Lorax - Il guardiano della foresta.
Nel 2014, invece, recita in Quel momento imbarazzante e in Cattivi vicini al fianco di Seth Rogen. Efron, che è rappresentato dalla Creative Artists Agency, nel 2015 recita nel ruolo di Cole Carter in We Are Your Friends, con co-protagonista Emily Ratajkowski, per la regia di Max Joseph.
Nel 2016 recita al fianco di Robert De Niro in Nonno scatenato. Nello stesso anno è di nuovo al fianco di Seth Rogen in Cattivi vicini 2, e di Adam DeVine e Anna Kendrick in Mike & Dave - Un matrimonio da sballo.

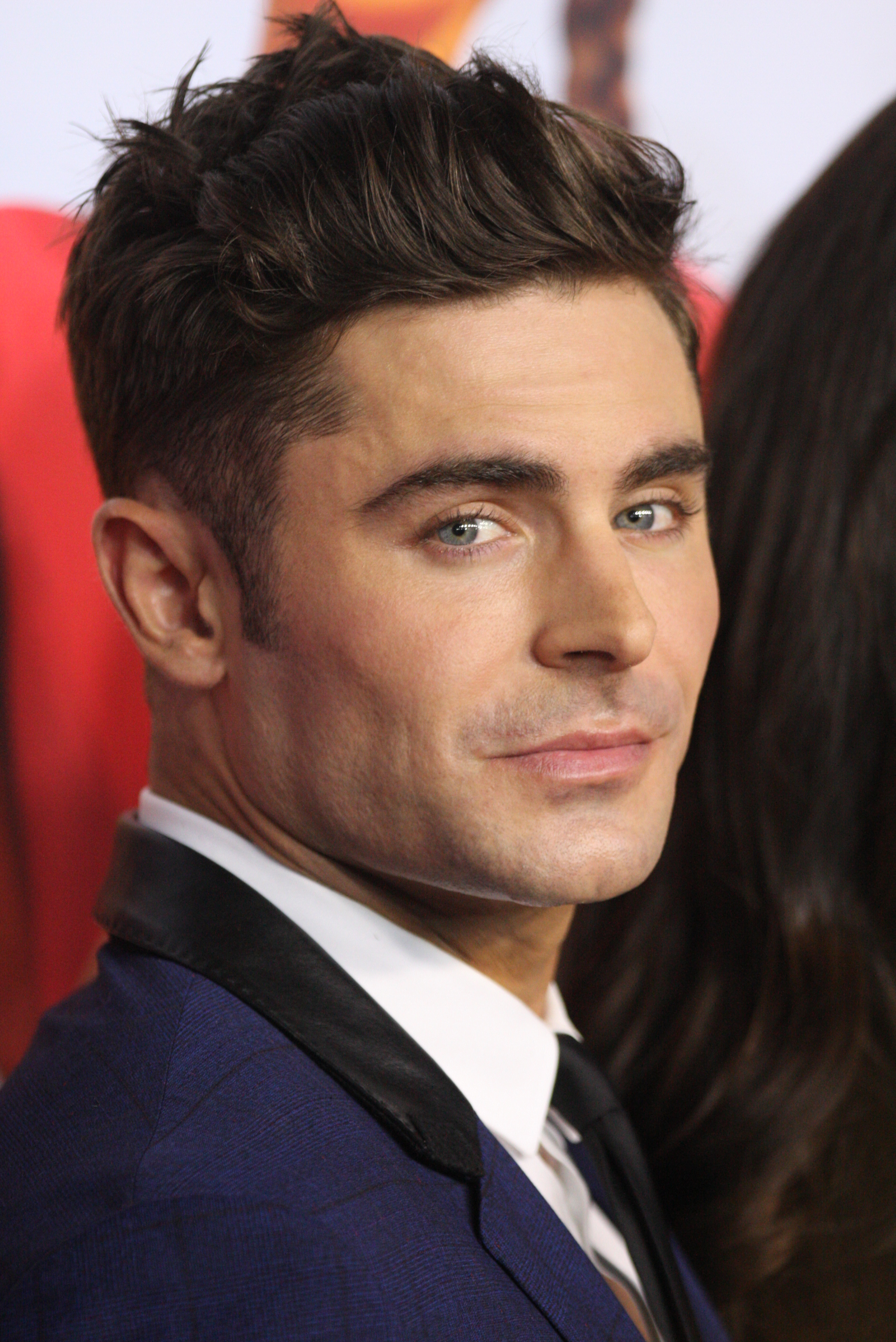
Zac Efron sul red carpet alla première australiana di Baywatch a Sydney.

Nel 2017 è coprotagonista del film Baywatch. Alla fine dello stesso anno esce anche il musical The Greatest Showman, con Hugh Jackman nel ruolo del protagonista e Efron e Zendaya come coprotagonisti.
Nel 2018 si sono svolte le riprese per il film Ted Bundy - Fascino criminale, nel quale Efron recita nel ruolo del noto serial killer Ted Bundy, con co-protagonista Lily Collins e regia di Joe Berlinger. Efron poi afferma di essersi rivolto alla meditazione trascendentale (TM) per "togliersi di dosso" il ruolo del serial killer.
Efron è stato scelto per dare voce a Fred Jones nel film animato della Warner Bros. Scooby-Doo in uscita nel 2020.

### Canale YouTube
Efron ha annunciato la creazione del suo canale YouTube nel marzo 2019. La piattaforma di condivisione video ospiterà due serie settimanali:
- "Off the Grid" seguirà Efron e Dylan mentre partecipano ad attività all'aperto e viaggi senza dispositivi elettronici, ad eccezione di una videocamera per documentare le loro esperienze.[48]
- "Gym Time" metterà in luce il fitness e l'alimentazione, con Efron che informa i suoi telespettatori che ha intenzione di "allenarsi con celebrità, atleti e persone interessanti".[49]

YouTube ha ricevuto forti critiche a causa della promozione del nuovo canale di Efron, in un post fatto dal suo account Twitter ufficiale: i fan, infatti, hanno accusato la piattaforma di promuovere un account di celebrità per il mainstream, temendo che possa mettere in secondo piano i canali dei creatori di contenuti meno famosi e che renderà loro più difficile avere successo fra il grande pubblico.

## Filmografia

### Attore

#### Cinema
- The Derby Stallion, regia di Craig Clyde (2005)
- High School Musical, regia di Kenny Ortega (2006)
- High School Musical 2, regia di Kenny Ortega (2007)
- Hairspray - Grasso è bello (Hairspray), regia di Adam Shankman (2007)
- High School Musical 3: Senior Year, regia di Kenny Ortega (2008)
- Me and Orson Welles, regia di Richard Linklater (2008)
- 17 Again - Ritorno al liceo (17 Again), regia di Burr Steers (2009)
- Segui il tuo cuore (Charlie St. Cloud), regia di Burr Steers (2010)
- Capodanno a New York (New Year's Eve), regia di Garry Marshall (2011)
- Ho cercato il tuo nome (The Lucky One), regia di Scott Hicks (2012)
- The Paperboy, regia di Lee Daniels (2012)
- Liberal Arts, regia di Josh Radnor (2012)
- A qualsiasi prezzo (At Any Price), regia di Ramin Bahrani (2012)
- Parkland, regia di Peter Landesman (2013)
- Quel momento imbarazzante (That Awkward Moment), regia di Tom Gormican (2014)
- Cattivi vicini (Neighbors), regia di Nicholas Stoller (2014)
- We Are Your Friends, regia di Max Joseph (2015)
- Nonno scatenato (Dirty Grandpa), regia di Dan Mazer (2016)
- Cattivi vicini 2 (Neighbors 2: Sorority Rising), regia di Nicholas Stoller (2016)
- Mike & Dave - Un matrimonio da sballo (Mike and Dave Need Wedding Dates), regia di Jake Szymanski (2016)
- The Disaster Artist, regia di James Franco (2017)
- Baywatch, regia di Seth Gordon (2017)
- The Greatest Showman, regia di Michael Gracey (2017)
- Beach Bum - Una vita in fumo (The Beach Bum), regia di Harmony Korine (2019)
- Ted Bundy - Fascino criminale (Extremely Wicked, Shockingly Evil and Vile), regia di Joe Berlinger (2019)
- Gold, regia di Anthony Hayes (2022)
- Firestarter, regia di Keith Thomas (2022)
- Una birra al fronte (The Greatest Beer Run Ever), regia di Peter Farrelly (2022)
- The Warrior: The Iron Claw (The Iron Claw), regia di Sean Durkin (2023)
- Ricky Stanicky: L'amico immaginario (Ricky Stanicky), regia di Peter Farrelly (2024)
- A Family Affair, regia di Richard LaGravenese (2024)

#### Televisione
- Firefly – serie TV, episodio 1x06 (2002)
- E.R. - Medici in prima linea (ER) – serie TV, episodio 10x03 (2003)
- The Guardian – serie TV, episodio 3x15 (2004)
- Due vite segnate (Miracle Run), regia di Gregg Champion – film TV (2004)
- CSI: Miami – serie TV, episodio 3x19 (2005)
- Summerland – serie TV, 16 episodi (2004–2005)
- NCIS - Unità anticrimine (Navy NCIS: Naval Criminal Investigative Service) – serie TV, episodio 3x13 (2006)
- Zack e Cody al Grand Hotel (The Suite Life of Zack and Cody) – serie TV, episodio 2x01 (2006)
- Heist – serie TV, episodio 1x01 (2006)
- Entourage – serie TV, episodio 6x09 (2009)
- Running Wild With Bear Grylls – serie TV, episodio 1x01 (2014)
- Zac Efron: con i piedi per terra (Down to Earth with Zac Efron) – serie TV (2020-2022)
- The Studio - serie TV, episodio 1x04 (2025)

### Doppiatore
- The Replacements - Agenzia sostituzioni (The Replacements) – serie TV, episodio 1x18 (2006)
- Robot Chicken – serie TV, episodi 4x05-4x10 (2009)
- Robot Chicken: Star Wars Episode III, regia di Chris McKay – film TV (2010)
- Lorax - Il guardiano della foresta (The Lorax), regia di Chris Renaud e Kyle Balda (2012)
- Scooby! (Scoob!), regia di Tony Cervone (2020)

### Produttore
- Quel momento imbarazzante (That Awkward Moment), regia di Tom Gormican (2014)
- Ted Bundy - Fascino criminale (Extremely Wicked, Shockingly Evil and Vile), regia di Joe Berlinger (2019)

## Discografia

### Colonne sonore
- 2006 – High School Musical
- 2007 – Hairspray - Grasso è bello
- 2007 – High School Musical 2
- 2008 –  High School Musical 3: Senior Year
- 2017 – The Greatest Showman

## Premi e candidature
Screen Actors Guild Award
- 2008 - Candidatura come miglior cast in Hairspray - Grasso è bello

Astra Award
- 2008 - Candidatura come Favourite International Personality or Actor per High School Musical 2

Bravo Otto
- 2010 - Miglio star TV maschile

Capricho Awards
- 2014 - Candidatura come Best Moment of Zac Efron Shirtless

Critics' Choice Movie Award
- 2008 - Candidatura come miglior canzone per Come So Far (Got So Far to Go) in Hairspray - Grasso è bello

Hollywood Film Award
- 2007 - Icona dell'anno (condiviso con il resto del cast di Hairspray)

MTV Movie Award
- 2008 - Miglior performance rivelazione per Hairspray - Grasso è bello
- 2009 - Candidatura come miglior bacio per High School Musical 3: Senior Year
- 2009 - Miglior performance maschile per High School Musical 3: Senior Year
- 2010 - Candidatura come miglior performance maschile per 17 Again - Ritorno al liceo
- 2014 - Miglior performance senza maglietta per Quel momento imbarazzante
- 2015 - Miglior coppia per Cattivi vicini (con Dave Franco)[51][52]
- 2015 - Miglior performance senza maglietta per Cattivi vicini
- 2015 - Candidatura come miglior momento musicale per Cattivi vicini (con Seth Rogen)
- 2015 - Candidatura come miglior combattimento per Cattivi vicini (con Seth Rogen)

Nickelodeon Australian Kids' Choice Awards
- 2010 - Coppia più carina (con Vanessa Hudgens)

ShoWest Award
- 2009 - Performer esordiente dell'anno

Teen Choice Awards
- 2006 - Choice Breakout Star
- 2006 - Choice Chemistry per High School Musical (con Vanessa Hudgens)
- 2007 - Migliore attore maschile dell'anno
- 2009 - Choice Movie Rockstar Moment per 17 again - Ritorno al liceo
- 2009 - Choice Movie Actor: Music/Dance per High School Musical 3: Senior Year
- 2009 - Choice Movie Actor: Comedy per 17 again - Ritorno al liceo
- 2009 - Candidatura come miglior bacio per High School Musical 3: Senior Year
- 2010 - Candidatura come miglior attore in film dell'estate per Segui il tuo cuore
- 2011 - Best Red Carpet Fashion Icon Male
- 2012 - Choice Movie Drama per Ho cercato il tuo nome (The Lucky One)
- 2012 - Choice Movie Actor Romance
- 2012 - Choice Movie Actor Drama
- 2014 - Candidatura come Fashion: Male Hottie
- 2016 - Miglior attore in un film commedia per Cattivi vicini 2
- 2016 - Candidatura come miglior crisi isterica per Cattivi vicini 2
- 2017 - Miglior attore in un film commedia per Baywatch[53]
- 2017 - Candidatura come Choice Movie Ship per Baywatch (con Dwayne Johnson)
- 2018 - Miglior attore in un film drammatico per The Greatest Showman[54][55]
- 2018 - Choice Movie Ship per The Greatest Showman (con Zendaya)
- 2018 - Miglior collaborazione per "Rewrite the Stars" (con Zendaya)
- 2018 - Candidatura come miglior bacio per The Greatest Showman (con Zendaya)

Young Artist Award
- 2005 - Candidatura come miglior performance in un TV Movie, Miniserie o Speciale per Miracle Run
- 2007 - Candidatura come miglior performance in un TV Movie, Miniserie o Speciale per High School Musical

Young Hollywood Award
- 2007 - One to Watch in Hairspray - Grasso è bello

Kids' Choice Award
- 2007 - Migliore attore maschile

## Doppiatori italiani
Nelle versioni in italiano delle opere in cui ha recitato, Zac Efron è stato doppiato da:
- Flavio Aquilone in E.R. - Medici in prima linea, CSI: Miami, Summerland,  The Derby Stallion, Zack e Cody al Grand Hotel, High School Musical, High School Musical 2, High School Musical 3: Senior Year, 17 Again - Ritorno al liceo, Segui il tuo cuore, Capodanno a New York, Quel momento imbarazzante, We Are Your Friends, Nonno scatenato, Mike & Dave - Un matrimonio da sballo, The Disaster Artist, Baywatch, The Greatest Showman, Zac Efron: con i piedi per terra, Gold, Firestarter, Una birra al fronte, Ricky Stanicky - L'amico immaginario, A Family Affair, The Studio
- Andrea Mete in Ho cercato il tuo nome, The Paperboy, Parkland, Cattivi vicini, Cattivi vicini 2, Ted Bundy - Fascino criminale, The Warrior: The Iron Claw
- Andrea Quartana in Entourage
- Davide Perino in Hairspray - Grasso è bello
- Marco Vivio in Me and Orson Welles
- Daniele Raffaeli in A qualsiasi prezzo
- Gianluca Cortesi in Beach Bum - Una vita in fumo

Da doppiatore è sostituito da:
- Daniele Raffaeli in The Replacements - Agenzia sostituzioni
- Alessandro Campaiola in Lorax - Il guardiano della foresta
- Francesco Bulckaen in Scooby!